# 草登寺
草登寺位於四川省馬爾康縣，文物遺址年代判定為明清。2004年增補為第六批四川省文物保護單位。